# Willi Köhler (Journalist)
Willi Köhler (* 31. Januar 1907 in Kassel; † 26. August 1977 in Ost-Berlin) war ein deutscher Journalist. Acht Jahre lang war er Ressortleiter beim Neuen Deutschland.

## Leben
Nach dem Abitur studierte Willi Köhler von 1929 bis 1931 Germanistik in Berlin. Im Anschluss fand er eine Arbeit als Zeitungshändler, die er bis 1933 ausübte. Zur selben Zeit, 1931, trat er der KPD bei und wurde politischer Leiter der KPD-Straßenzelle „Onkel Toms Hütte“. Die Sitzungen dieses Berlin-Zehlendorfer Ortsverbandes fanden oft in Johannes R. Bechers Haus statt.
Als freier Mitarbeiter schrieb er für kommunistische Zeitungen, unter anderem für die KPD-Parteizeitung Die Rote Fahne. Von 1933 bis 1940 war Willi Köhler Wohlfahrtsempfänger, betätigte sich als Buchhandelsgehilfe und betrieb illegale Parteiarbeit in Zehlendorf. Nach dem Einsatz in der Deutschen Wehrmacht von 1940 bis 1944 kam er von August 1944 bis August 1948 in sowjetische Kriegsgefangenschaft, wo er zu einer Antifa-Schule kommandiert wurde.
Köhler kehrte nach Deutschland, in die SBZ, zurück, schloss sich der SED an und übernahm Leitungsfunktionen im Agitations- und Presseapparat des Zentralkomitees der Partei. In dieser Funktion trat er mit Veröffentlichungen in Presseorganen wie der Täglichen Rundschau in Erscheinung. 1955 kam er als fester Mitarbeiter zur SED-Tageszeitung Neues Deutschland. 1956 übernahm er die Leitung von deren Kulturredaktion. 1964 erfolgte seine Absetzung, weil er dogmatische Positionen vertrat. An seine Stelle rückte ein Vertreter der jungen Parteigarde, der Leipziger FDJ-Sekretär Klaus Höpcke, während Köhler fortan vermehrt Artikel und politische Kommentare verfasste, Interviews führte und als Auslandskorrespondent eingesetzt wurde, so zum Beispiel beim westdeutschen SPD-Parteitag in der Vorbereitungsphase der Notstandsgesetze. 1970 erhielt er einen externen Lehrauftrag an der Karl-Marx-Universität Leipzig für das Fach „Methodik des Argumentierens und der Polemik“.
Seiner engen Verbundenheit mit Johannes R. Becher entsprang eine Vielzahl von Artikeln über ihn und sein Werk. Auch machte er sich für seinen Berufsstand stark, wenn er Anzeichen von Geringschätzung des „journalistischen Genres“ entdeckt zu haben glaubte. Beispielsweise wehrte er sich 1976 in seinem Essay Die „kleine“ und die „große“ Form in der Weltbühne gegen die prinzipielle Gleichsetzung von Feuilletonismus mit Oberflächlichkeit.

## Auszeichnungen
- 1957: Franz-Mehring-Ehrennadel für hervorragende journalistische Leistungen und besondere Verdienste bei der Nachwuchsförderung sowie in der Verbandsarbeit
- 1970: Johannes-R.-Becher-Journalistenpreis, gestiftet von Lilly Becher und vergeben vom Verband der Deutschen Journalisten
- ?: Orden Banner der Arbeit
- 1977: Vaterländischer Verdienstorden in Gold